# Eburia charmata
Eburia charmata es una especie de coleóptero crisomeloideo de la familia Cerambycidae.  

## Distribución
Es originaria de Brasil.